# グサウ
グサウ(Gusau)はナイジェリア北西部のザムファラ州の州都。
2006年の人口は約14.7万人。
ケッベとカノを結ぶ線上に位置する。

ハウサ人が中心で、少数派としてフラニ族・ヨルバ人・イボ人・イガラ人等が暮らす。
1999年にナイジェリアで初めてシャリーアが導入された。